# Rio Regen
O Regen (em checo Řezná) é um rio que banha a Baviera, no sul da Alemanha, e um pequeno trecho da Boêmia, na República Checa. É um importante afluente da margem esquerda do rio Danúbio. Sua principal nascente encontra-se nas cercanias da localidade de Železná Ruda. O vale do Regen forma o principal vale da floresta bávara, onde se encontram cidades como Ratisbona (em alemão Regensburg) e Cham. É no território de Ratisbona que o Regen desemboca no Danúbio a 325 metros acima do nível do mar.
O comprimento total do Regen, incluindo o Grosser Regen (Regen Grande) e o Weisser Regen (Regen Branco) é de 169 quilômetros.

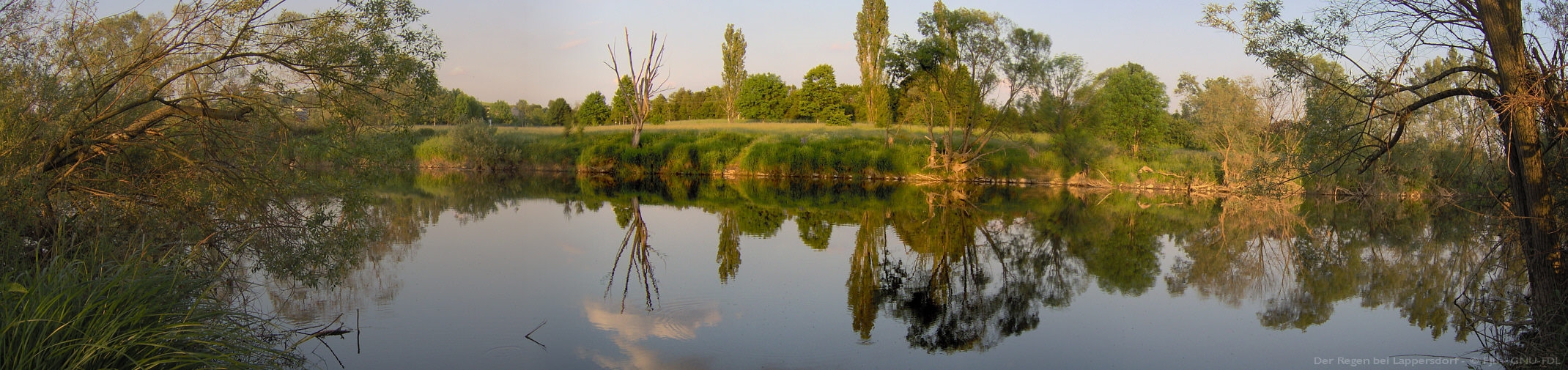
Panorama: O rio Regen nos arredores de Lappersdorf